# Friedrich Pfannmüller
Friedrich Pfannmüller (* 1490 in Hirschau; † 1562 in Prag) war ein in der Oberpfalz, in Böhmen und Wien tätiger Orgelbauer.
Geboren in Hirschau, pflegte er ab 1534 die Orgeln im benachbarten Amberg, erwarb dort ein Haus und erhielt 1549 das Bürgerrecht. Er genoss einen hervorragenden Ruf, wie sein weites Tätigkeitsfeld zwischen Nürnberg, Prag und Wien belegt. Seine drei Söhne waren Organisten: Sie arbeiteten in Amberg (Hans, 1546–1561) und in Eger (Friedrich 1552–1561, Wolfgang 1561–1611).

## Nachgewiesene Werke
- 1543–49 Amberg, St. Martin (mit Rückpositiv)
- 1549–52 Eger, St. Nikolaus, „Gelbe Orgel“ (34/III/P), Disposition bei Šlajch überliefert.
- 1553–61 Prag, Dom, „Kaiserorgel“ („schönste Orgel der Christenheit“), 40 Register
- 1555–60 Pilsen, St. Bartholomäus
- 1559–60 Tachau, Stadtkirche
- 1561 Nürnberg, Spitalkirche
- 1561 Wien, St. Stefan (Renovierung)